# Linee di Sajama
Le Linee di Sajama nell'ovest della Bolivia sono una rete di migliaia (forse decine di migliaia) di tracciati perfettamente rettilinei disegnati sul terreno continuamente da più di 3000 anni dalle popolazioni indigene del Sudamerica che vivono vicino al ghiacciaio Sajama.
Formano una rete che decora l'altopiano andino.

## Caratteristiche
Recenti ricerche hanno rivelato che questa rete di linee copre un'area di 22.525 chilometri quadrati, grande quanto la regione Emilia-Romagna e approssimativamente un'area 15 volte superiore a quella coperta dalle linee di Nazca in Perù. 
La loro lunghezza è stimata grossolanamente attorno ai 16000 km, circa 3 volte la larghezza degli Stati Uniti d'America. Per questi motivi le linee di Sajama sono il sito archeologico più grande delle Ande e potrebbe essere considerato la più grande opera artistica del mondo
Le linee furono create scavando e spostando la vegetazione, i materiali che ricoprono il suolo, e le rocce ossidate, esponendo la sottostante superficie più chiara.
Come le più note Linee di Nazca anche per queste linee non è ben chiaro né il significato, né il metodo utilizzato per raggiungere una tale precisione.
Queste linee differiscono da quelle di Nazca perché queste ultime sono costituite anche da alcune figure di animali e piante.
Alcuni studiosi della Università della Pennsylvania descrivono:

Sebbene molte di queste linee sacre si estendano per oltre 10 o 20 km (e forse anche di più), sembrano essere state tracciate con una incredibile precisione, nonostante la topografia ostile e gli ostacoli naturali. Il numero totale di linee è difficile da percepire stando a livello del terreno, ma dall'aria o dalla sommità di una collina sono impressionanti.

Molti credono che le linee siano originalmente usate da popolazioni indigene per i loro pellegrinaggi sacri. Dispersi lungo questa rete di linee radiali sono state rinvenute huacas (santuari), chullpas (cimiteri) e piccoli villaggi, che rendono l'area un luogo unico al mondo sia per interesse storico che artistico.
Sebbene la regione sia scarsamente popolata, vi sono segnali che queste linee siano ancora utilizzate come sentieri.Una ipotesi: l'utilizzo di una mongolfiera come punto di creazione delle linee, da una altezza di 115-120 metri, o a seconda delle possibilità contigenti.

## Analisi e conservazione
Il primo riferimento delle linee di Sajama si deve ad una breve descrizione del viaggiatore Aimé Felix Tschiffely nel 1932. Nella stessa decade, l'antropologo Alfred Métraux portò le linee e le strutture associate all'attenzione degli studiosi, pubblicando un lavoro etnografico circa le popolazioni Aymara della regione di Carangas
Negli anni settanta, lo scrittore e cineamatore inglese Tony Morrison, richiamò l'attenzione sulle linee di Sajama.
Recentemente, organizzazioni come la Landmarks Foundation hanno studiato e mappato le linee di Sajama per creare un database per aiutare la protezione del territorio dalla minaccia dell'erosione, dallo sviluppo indiscriminato internazionale, dal turismo nella zona, nonché da altri pericoli come l'assenza di un piano di protezione
La Landmarks Foundation lavorò con l'Università della Pennsylvania per sviluppare il progetto "Tierra Sajama" che usò dati digitali (GIS ed altri) per mappare, descrivere ed analizzare le linee e le strutture a loro associate, in modo da offrire strategie per proteggere e promuovere le linee nel futuro. 
In particolare, il progetto "Tierra Sajama":
- Creò un database di mappe e informazioni pertinenti alle linee, la vegetazione locale e topografia di rilievo
- Analizzò ed interpretò i disegni ed i significati di varie strutture, come santuari ed altri edifici religiosi per determinare possibili allineamenti con le linee sacre.
- Sviluppò una serie di propositi che dovrebbero provvedere alla protezione a lungo termine delle linee.

Secondo i partecipanti del progetto "Tierra Sajama":

Le linee di Sajama sono straordinari esempi del progresso umano e dell'espressione spirituale. Tramite una propria gestione e conservazione, sviluppo responsabile, prevenzione dall'erosione e misurazioni per minimizzare il vandalismo, le linee di Sajama possono essere protette a beneficio dei turisti di tutto il mondo e degli abitanti della zona.